# Ulanocoris
Ulanocoris is een geslacht van wantsen uit de familie van de Saldidae (Oeverwantsen). Het geslacht werd voor het eerst wetenschappelijk beschreven door Ryzhkova in 2012.

## Soorten
Het genus bevat de volgende soorten:

- Ulanocoris femoralis Ryzhkova, 2012
- Ulanocoris grandis Ryzhkova, 2012